# Капаць Василь Степанович
Ва́силь Степа́нович Ка́паць (позивний «турок»; 28 червня 1985, с. Звиняч, Тернопільська область — 22 жовтня 2022, біля с. Терни, Донецька область) — український військовослужбовець, сержант Збройних сил України, учасник російсько-української війни. Кавалер ордена «За мужність» III ступеня (2023, посмертно).

## Життєпис
Василь Капаць народився 28 червня 1985 року в селі Звинячі, нині Білобожницької громади Чортківського району Тернопільської области України.
Після початку повномасштабного російського вторгнення повернувся з-за кордону та добровільно вирушив на фронт. Служив стрільцем стрілецької роти 49-го окремого стрілецького батальйону «Карпатська Січ». Загинув 22 жовтня 2022 року біля с. Терни на Донеччині.
Похований 28 жовтня 2022 року в рідному селі.
Залишилися мати, дружина та дві доньки.

## Нагороди
- орден «За мужність» III ступеня (28 квітня 2023, посмертно) — за особисту мужність, виявлену у захисті державного суверенітету та територіальної цілісності України, самовіддане виконання військового обов'язку[2].